# Création continue d'imprévisible nouveauté
La création continue d'imprévisible nouveauté est une théorie de la philosophie métaphysique d'Henri Bergson. 

## Concept

### Métaphysique du temps
Dans La Pensée et le Mouvant, Bergson défend la thèse métaphysique selon laquelle l'univers est en perpétuelle élaboration. Chaque acte de chaque homme crée du nouveau, un « original », tel que le réel se montre à chaque instant imprévisible. Par conséquent, le mouvement, qui est la marque du temps, innove en permanence. Il est proprement créateur : le temps agit. Il s'agit d'« une création perpétuelle de possibilité et non pas seulement de réalité ». Le philosophe ramasse sa théorie métaphysique du temps dans la formule de la « création continue d'imprévisible nouveauté ».
Le philosophe admet qu'il est difficile d'admettre sa thèse : nous rechignons à reconnaître que le réel puisse proposer une nouveauté radicale. Cela nourrit l'illusion selon laquelle tout serait toujours prévisible. Cela est dû à notre tendance à mathématiser le monde en système clos. Dès lors que l'on prend en compte « l'ensemble de la réalité concrète ou tout simplement le monde la vie », on trouve la possibilité d'une radicale nouveauté.

### Vivre la création continue
Cette création se répercute dans un vécu intime. On expérimente l'originalité dans notre vie intérieure comme extérieure. Même si l'on sait précisément comment se déroulera une réunion de travail, affirme Bergson, la vivre sera nécessairement une expérience nouvelle. De fait, « la réalisation apporte avec elle un imprévisible rien qui change tout ». 
L'expérience de cette création continue d'imprévisible nouveauté ne peut laisser l'homme qui la vit de marbre. Elle est avant tout une série de chocs, en permanence, qui donne à la vie de la consistance. C'est une transfiguration de notre existence qui peut avoir lieu à tout instant. Cela signifie que, « pour chaque nouveau problème, un effort absolument nouveau » est exigé.

### Création continue et prédiction du futur
Dans les Remarques finales des Deux Sources de la morale et de la religion, lorsque Bergson tente de prévoir l'avenir de l'humanité, il le fait par conséquent en prenant en compte l'imprévisibilité et l'indétermination de la vie humaine ; il n’esquisse que des « possibilités ou des probabilités ».

## Postérité
En 2020, l'UNESCO, dont Bergson fut le premier président, se fonde sur la pensée bergsonienne de l'imprévisible nouveauté pour promouvoir le Laboratoire de littératie des futurs. Elle écrit que « être compétent en littératie des futurs facilitait la découverte et l'invention de phénomènes nouveaux dans le présent, au sens où la réalité peut être définie comme une création continue d'imprévisible nouveauté ».